# Yes we are/从此开始
《Yes we are/从此开始》（日语：Yes we are/ココカラ）是2014年4月9日由Victor Entertainment发行的日本男子组合SMAP的第52张单曲。

## 概要
这张单曲是SMAP第5张双A面单曲，与《時尚貴族/Hello》（シャレオツ/ハロー）相同。
单曲分为通常盤、初回限定盤A、初回限定盤B、COREDO室町限定盤四种版本发行。初回限定盤A的DVD中收录了《Yes we are》的MV，初回限定盤B的DVD则收录了《从此开始》（ココカラ）的MV。通常盤相比初回盘则多了一首歌曲。COREDO室町限定盤则是因单曲主打曲之一的《从此开始》被使用为COREDO室町所在的日本桥的再生计划的主题歌曲而决定发行的。 而另外一首主打曲《Yes we are》则早在单曲发行一年前（2013年4月）起就被用作了TBS电视台新闻节目《N Star》的主题曲（至2014年3月停止使用）。

## 收录歌曲

### 通常盤
1. 《Yes we are》
作詞、作曲：阪井优（日语：さかいゆう）、編曲：森俊之（日语：森俊之）
  - TBS电视台《N Star（日语：Nスタ）》主题曲
2. 《从此开始》（ココカラ）
作詞、作曲：和田唱（日语：和田唱）、編曲：CHOKKAKU（日语：CHOKKAKU）
  - 日本桥再生计划主题歌曲
3. 《Silence》
作詞、作曲：前山田健一、編曲：浅田将明（日语：浅田将明）
4. 《Yes we are》（back track）
5. 《从此开始》（back track）
6. 《Silence》（back track）

### 初回限定盤A
DISC.1
1. 《Yes we are》
2. 《从此开始》
3. 《Yes we are》（back track）
4. 《从此开始》（back track）

DISC.2
1. 《Yes we are》（Music Video）

### 初回限定盤B
DISC.1
1. 《从此开始》
2. 《Yes we are》
3. 《从此开始》（back track）
4. 《Yes we are》（back track）

DISC.2
1. 《从此开始》（Music Video）

### COREDO室町限定盤
DISC.1
1. 《从此开始》
2. 《Yes we are》
3. 《从此开始 Hyadain的混混混混☆混音版》（ヒャダインのリリリリ☆リミックス）
混音：前山田健一

DISC.2
1. 《从此开始》（Music Video）

## 脚注
1. ↑  . ORICON STYLE. Oricon. 2014-04-15  [2014-05-13]. （原始内容存档于2018-10-04） （日语）.
2. ↑  . RIAJ. 2014-05-10  [2014-05-13]. （原始内容存档于2015-09-24） （日语）.
3. ↑  . Natalie. 2014-02-17  [2014-02-17]. （原始内容存档于2016-03-04） （日语）.
4. ↑  . ORICON STYLE. Oricon. 2014-02-17  [2014-02-17]. （原始内容存档于2018-10-04） （日语）.